# Virginie Desarnauts
Virginie Desarnauts (Tolosa, 23 aprile 1974) è un'attrice francese, nota per il suo ruolo di Virginie nella sitcom Primi baci (Premiers baisers).

## Filmografia parziale

### Cinema
- Jefferson in Paris di James Ivory (1995)
- Così fan tutti (Comme une image) di Agnès Jaoui (2004)
- Le Genre humain, première partie: Les Parisiens di Claude Lelouch (2004)

### Televisione
- Primi baci (Premiers baisers) – serie TV (1993-1995)
- Les Années fac – serie TV (1995-1997)
- Les Années bleues – serie TV (1998)
- Pierre et Farid, regia di Michel Favart – film TV (2002)
- Navarro – serie TV, 1 episodio (2003)
- Laura, le compte à rebours a commencé, regia di Jean-Teddy Filippe – miniserie TV, 4 episodi (2006)